# SABRINA
『SABRINA』（サブリナ）は、1986年7月16日にリリースされた杉真理の8枚目のアルバムである。発売元はCBS・ソニー（LP：28AH 2053、CD：32DH 452）

## 概要
- 松尾清憲がコーラスとしてレコーディングに初参加したアルバム。
- コーラスにEPO、MANNA、Hi-Fi SET、同年の4月21日にレコードデビューしたばかりの楠瀬誠志郎が参加している。
- 杉真理のアルバムとして初めてLP・CDが同日発売された。デビュー30周年記念企画として2007年7月25日に紙ジャケット仕様にて再発された。

## 収録曲

### Side-A
1. Japanese boy
作詞・作曲・編曲：杉真理／ストリングス編曲：佐藤準
コーラスに松尾清憲が参加している。
- Vocal：杉真理
- Drums：清水淳
- E.Bass：藤田哲也
- E.Guitar：田上正和
- Piano, Synthesizer：嶋田陽一
- Synthesizer：京田誠一、佐藤準
- Chorus：松尾清憲、小室和之、向井寛、楠瀬誠志郎

2.ほこりだらけのSummer place（Summer Place）
作詞・作曲：杉真理／編曲：杉真理&DIAMONDS／ブラス編曲：大谷和夫
- Vocal：杉真理
- Drums：島村英二
- E.Bass：岡沢章
- E.Guitar：鈴木茂、田上正和
- Piano, Organ ：中西康晴
- Percussion：斎藤ノブ
- Sax：Jake.H.Conception
- Chorus：小室和之、向井寛、楠瀬誠志郎

3.Rambling bird
作詞・作曲・編曲：杉真理
- Vocal：杉真理
- Drums：清水淳
- E.Bass：藤田哲也
- Acoustic Guitar：田上正和
- Piano, Synthesizer：嶋田陽一
- Synthesizer：京田誠一
- Chorus：小室和之、向井寛、楠瀬誠志郎

4.恋する0.1（Love in 0.1）
作詞・作曲・編曲：杉真理
- Vocal, Acoustic Guitar, Chorus：杉真理
- Drums：見砂和照
- E.Bass：岡沢章
- E.Guitar：鈴木茂
- Piano：中西康晴
- Percussion：斎藤ノブ

5.Starship
作詞・作曲・編曲：杉真理／ストリングス編曲：佐藤準
Hi-Fi SETへの提供曲のセルフカバー（Hi-Fi SETのアルバム「SWEET LOCOMOTION」に収録されている）。
コーラスにHi-Fi SETが参加している。
- Vocal：杉真理
- Drums：島村英二
- E.Bass：岡沢章
- E.Guitar：鈴木茂
- Piano：中西康晴
- Synthesizer：佐藤準
- Chorus：Hi-Fi SET

6.Second chance
作詞・作曲・編曲：杉真理／ストリングス編曲：佐藤準
- Vocal, Acoustic Guitar：杉真理
- Drums：清水淳
- E.Bass：藤田哲也
- Piano：嶋田陽一
- Synthesizer：佐藤準
- Chorus：小室和之、向井寛、楠瀬誠志郎

### Side-B
1.Home townに帰りたい（Home Town）
作詞・作曲・編曲：杉真理／ブラス編曲：大谷和夫
- Vocal：杉真理
- Drums：島村英二
- E.Bass：岡沢章
- E.Guitar：鈴木茂
- Piano, Organ：中西康晴
- Percussion：斎藤ノブ
- Brass：Sabrina Brass Section
- Chorus：小室和之、向井寛、楠瀬誠志郎

2.Weekend lover
作詞・作曲・編曲：杉真理／ブラス編曲：大谷和夫
- Vocal：杉真理
- Drums：島村英二
- E.Bass：岡沢章
- E.Guitar：佐々木信教
- Piano：嶋田陽一、中西康晴
- Percussion：斎藤ノブ
- Brass：Sabrina Brass Section
- Chorus：小室和之、向井寛、楠瀬誠志郎
- Guest Vocal：Manna、大川茂（Hi-Fi SETのメンバー）

3.Lady numbers
作詞・作曲・編曲：杉真理
- Vocal：杉真理
- Drums：清水淳
- E.Bass：藤田哲也
- E.Guitar：田上正和
- Piano, Synthesizer：嶋田陽一
- Synthesizer：京田誠一
- Chorus：小室和之、向井寛、楠瀬誠志郎

4.サブリナ、きみのことさ（Sabrina）
作詞・作曲・編曲：杉真理／ブラス編曲：大谷和夫
- Vocal：杉真理
- Drums：見砂和照
- E.Bass：岡沢章
- E.Guitar：鈴木茂
- Piano：中西康晴
- Brass：Sabrina Brass Section
- Chorus：EPO、山本潤子

5.My idol
作詞・作曲・編曲：杉真理／ブラス編曲：大谷和夫
- Vocal：杉真理
- Drums：清水淳
- E.Bass：藤田哲也
- E.Guitar：田上正和
- Piano：嶋田陽一
- Synthesizer：京田誠一
- Brass：Sabrina Brass Section
- Chorus：小室和之、向井寛、楠瀬誠志郎

## 30周年記念再発盤
- 2007年7月25日に紙ジャケット仕様にてSony Music Direct(GTMusic)よりリリースされた。
- 全曲24bitデジタル・リマスターが施され12～16が追加収録された

12.最後のメリー・クリスマス〔Single Version〕
作詞・作曲・編曲：杉真理
1986年11月21日リリースの7インチアナログシングル「最後のメリー・クリスマス／くつ下の中の僕〔杉真理ソロバージョン〕」のA面収録曲である。
1986年11月21日リリースのコラボレーション・アルバム「Winter Lounge」にも収録されている。
- Vocal：杉真理
- Drums：清水淳
- E.Bass：藤田哲也
- E.Guitar：田上正和
- Electric Piano, Synthesizer：嶋田陽一
- Synthesizer：京田誠一
- Chorus：小室和之、向井寛、楠瀬誠志郎

13.くつ下の中の僕〔杉真理ソロバージョン〕
作詞・作曲・編曲：杉真理／ブラス編曲：大谷和夫
1986年11月21日リリースの7インチアナログシングル「最後のメリー・クリスマス／くつ下の中の僕〔杉真理ソロバージョン〕」のB面収録曲である。
1986年11月21日リリースのコラボレーションアルバム「Winter Lounge」に収録されている『くつ下の中の僕』は〔ALL STAR バージョン〕であるため、『くつ下の中の僕』〔杉真理ソロバージョン〕のCD化はこれが初めてである。
- Vocal：杉真理
- Drums：清水淳
- E.Bass：藤田哲也
- E.Guitar：田上正和
- Piano：嶋田陽一
- Synthesizer：京田誠一
- Brass：Winter Brass Section
- Chorus：Pops All Stars

14.ほこりだらけのSummer place〔Live Version〕
作詞・作曲：杉真理／編曲：杉真理&THE DREAMERS
録音…1987年7月26日「TDK SA LIVE '87 SURF BREAK CONCERT」（神奈川 観音崎京急ゴルフリンクス）
- Vocal：杉真理
- Drums：清水淳
- E.Bass：藤田哲也
- E.Guitar：田上正和、杉真理
- Keyboards：嶋田陽一、京田誠一
- Chorus：小室和之、向井寛、楠瀬誠志郎

15.My idol〔Live Version〕
（作詞・作曲：杉真理／編曲：杉真理&THE DREAMERS）
録音…1989年12月13日「Ladies & Gentleman Tour」（東京 渋谷公会堂）
- Vocal：杉真理
- Drums：清水淳
- E.Bass：藤田哲也
- E.Guitar：田上正和
- Keyboards：嶋田陽一、京田誠一
- Chorus：小室和之、向井寛

16.恋する0.1〔Rehearsal  Version〕
作詞・作曲：杉真理／編曲：嶋田陽一
録音…1994年10月 リハーサルの模様を収録したもの
- Vocal, Acoustic Guitar：杉真理
- Piano：嶋田陽一
- Strings：西川八重ストリングス